# Nano Nagle
Nano (ovvero Honora) Nagle, in religione suor San Giovanni di Dio (Ballygriffin, 1718 – Cork, 26 aprile 1784), è stata una religiosa irlandese, fondatrice delle suore della Presentazione della Beata Vergine Maria.

## Biografia

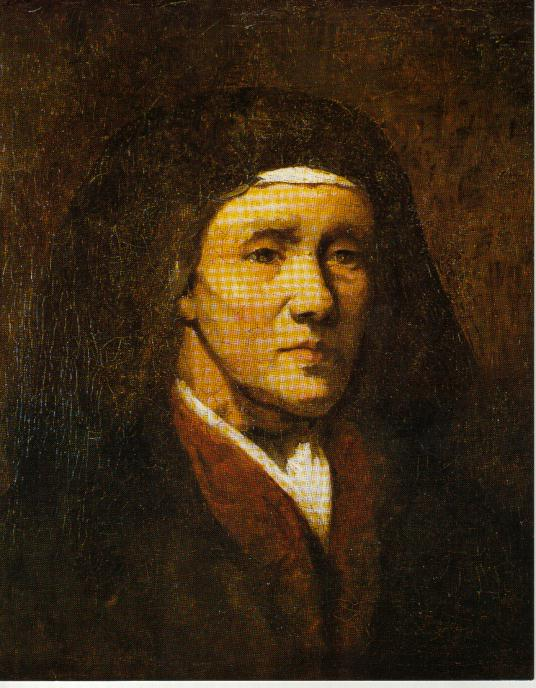
Ritratto di Nano Nagle attribuito a James Barry

Nacque in una famiglia cattolica di origini anglo-normanne: i suoi genitori, Garret Nagle e Ann Mathew, si erano sposati probabilmente a Firenze e Honora, detta Nano, era la prima dei loro sette figli.
All'età di 10 anni, fu inviata insieme con la sorella a formarsi presso le benedettine irlandesi del monastero di Ypres; terminati gli studi nel 1734, si stabilì presso alcuni parenti a Parigi.
Rientrò in Irlanda alla morte del padre, nel 1746. In quel periodo l'applicazione delle penal laws si era fatta meno rigida e la partecipazione dei cattolici alla messa era tollerata: frequentando le funzioni religiose, Nano Nagle si rese conto dell'ignoranza e della povertà della maggior parte della popolazione.
Nel 1748, alla morte della madre, si stabilì presso la famiglia del fratello Joseph a Cork. A Cork affittò una modesta casa e, all'insaputa del fratello, vi riunì una trentina di ragazze e iniziò a curare la loro educazione. Quando i famigliari scoprirono la sua iniziativa, un suo ricco zio di Blackrock decise di divenire benefattore dell'opera: la Nagle trasferì allora la sua opera in una sede più ampia e in breve tempo ebbe oltre 200 alunne.
Il suo piano educativo era basato sulle petites écoles francesi: la giornata scolastica iniziava alle 8:00 con le preghiere e la partecipazione alla messa nella chiesa parrocchiale più vicina, proseguiva con le lezioni di religione, lettura, scrittura e aritmetica; a mezzogiorno era prevista una pausa per il pranzo, che i bambini consumavano a casa, e poi le attività riprendevano e proseguivano fino alle 18:00. Gli insegnanti erano laici stipendiati da Nano Nagle.
Quando, nel 1757, suo zio morì, la lasciò erede di una cospicua fortuna che le consentì di estendere la sua opera: negli anni che seguirono arrivò ad aprire 5 scuole femminili e 2 maschili.
Per assicurare la sopravvivenza delle sue scuole, Nano Nagle pensò di affidarne la direzione a delle suore. Nel 1771 fece giungere dal monastero di Dieppe una orsolina irlandese che, insieme a tre novizie, fondarono un monastero a Cork, ma la clausura delle orsoline limitava molto la loro azione.
Pensò allora di fondare un nuovo istituto interamente dedicato al servizio dei poveri e, il 24 dicembre 1775, prese a condurre vita comune insieme con le sue collaboratrici Mary Fouhy, Elizabeth Burke e Mary Ann Collins, dando inizio alle Suore dell'istruzione cristiana del Sacro Cuore.
Nano Nagle vestì l'abito religioso nel 1776 ed emise la professione nel 1777. Morì nel 1784 e la sua fondazione diventò l'istituto delle suore della Presentazione della Beata Vergine Maria.
Alla sua fondazione si ricollegano le origini di numerosi istituti religiosi di suore della Presentazione: d'Irlanda, di Aberdeen, di Annadale, di Clayfield, di Dubuque, di Elsternwick, di Hobart, di Lismore, di Mosman Park, di Newburgh, di San Francisco, di Wagga Wagga, di Watervliet.